# Oberheim OB-1
De Oberheim OB-1 is een monofone analoge synthesizer van Oberheim Electronics uit 1978. Het was de eerste analoge synthesizer die zelfgemaakte klanken kon opslaan in acht beschikbare geheugenplaatsen.
De OB-1 is een monofone versie van de Oberheim OB-X, die een jaar later uitkwam, en bevat twee VCO's en een laagdoorlaatfilter. Er is een 2-pole en 4-pole VCF aanwezig.

## Populair gebruik
Enkele bekende muzikanten die gebruik maakten van de OB-1 zijn Vince Clarke, Tangerine Dream, Rush en The Grid.